# Agnès Varda
Agnès Varda, nascida Arlette Varda, (Bruxelas, 30 de maio de 1928 — Paris, 28 de março de 2019) foi uma cineasta e fotógrafa belga, radicada na França. Foi também professora na European Graduate School. Doutoramento Honoris Causa pela Universidade Lusófona do Porto, em março de 2016.
Seus filmes focavam no realismo documental, ou formas não-ficcionais de mídia, focando no feminismo e/ou em produzir críticas sociais em um estilo experimental. Varda trabalhou com muitas locações numa época em que as limitações tecnológicas forçavam ou tornaram mais comuns as filmagens em estúdio ou sets de filmagens. Ela também contratava atores amadores, algo bem incomum para o cinema dos anos 1950.

## Biografia
Varda nasceu Arlette Varda, em 1928, em Ixelles, uma das 19 comunas bilingues que compõem a região de Bruxelas. Era filha de Christiane e Eugène Jean Varda, um engenheiro. Sua mãe era originalmente da Comuna francesa de Sète, na França e seu pai era de uma família grega refugiada. Varda era a terceira entre cinco filhos do casal. Quando tinha 18 anos, ela legalmente mudou seu nome para Agnès. Durante a Segunda Guerra Mundial, chegou a morar em um barco com a família. Varda estudou no Lycée et collège Victor-Duruy e na Universidade de Paris recebeu o bacharelado em Literatura e Psicologia. Seu período em Paris, por outro lado, não foi dos mais felizes. Varda comentou que não gostava de suas aulas na universidade e que a cidade era suja e desumana demais para quem vinha de fora.
Foi uma voz importante, porém frequentemente esquecida, do cinema moderno francês. Sua carreira precede o início da Nouvelle vague e seu filme La Pointe Courte, rodado aos 25 anos, quando não possuía experiência alguma por trás das câmeras, apresenta elementos como o radicalismo narrativo e visual que, posteriormente, tornariam o movimento relevante.
| “ | O acaso é meu melhor roteirista. | ” |

Foi membro do júri no Festival de Veneza em 1983, e no Festival de Cannes em 2005. Somando mais de 60 anos de carreira, em novembro de 2017 Varda tornou-se a primeira diretora, mulher, a receber um Oscar pelo conjunto da obra. Neste mesmo ano, a cineasta foi homenageada pela 41ª Mostra Internacional de Cinema de São Paulo.

### Vida pessoal
Foi casada com o também cineasta Jacques Demy.

### Morte
Agnès Varda morreu em 28 de março de 2019, aos 90 anos, devido a um câncer. Na época de sua morte, Varda foi a pessoa mais velha a ser indicada para um Oscar Honorário da Academia e a primeira diretora a receber o prêmio.

## Filmografia
- 1955 - La Pointe-Courte
- 1958 - L'opéra-mouffe
- 1958 - La cocotte d'azur
- 1958 - Du côté de la côte
- 1958 - O saisons, ô châteaux
- 1961 - Les fiancés du pont Mac Donald ou (Méfiez-vous des lunettes noires)
- 1962 - Cléo de 5 à 7
- 1963 - Salut les cubains
- 1965 - Le bonheur
- 1966 - Elsa la rose
- 1966 - Les créatures
- 1967 - Oncle Yanco
- 1967 - Loin du Vietnam
- 1968 - Black Panthers
- 1969 - Lions Love
- 1970 - Nausicaa (TV)
- 1975 - Réponse de femmes: Notre corps, notre sexe
- 1976 - Plaisir d'amour en Iran
- 1976 - Daguerréotypes
- 1977 - L'une chante, l'autre pas[12]
- 1981 - Documenteur
- 1981 - Mur murs
- 1982 - Ulysse
- 1983 - Une minute pour une image (série de TV)
- 1984 - 7p., cuis., s. de b., ... à saisir
- 1984 - Les dites cariatides
- 1985 - Sans toit ni loi
- 1986 - T'as de beaux escaliers tu sais
- 1988 - Jane B. par Agnès V.
- 1988 - Kung-fu master!
- 1991 - Jacquot de Nantes
- 1993 - Les demoiselles ont eu 25 ans
- 1995 - Les cent et une nuits de Simon Cinéma
- 1995 - L'univers de Jacques Demy
- 2000 - Les glaneurs et la glaneuse
- 2000 - Short Seduction 4
- 2002 - Les glaneurs et la glaneuse... deux ans après
- 2003 - Le lion volatil
- 2004 - Der Viennale '04-Trailer
- 2004 - Cinévardaphoto (2004)
- 2004 - Ydessa, les ours et etc
- 2005 - Cléo de 5 à 7: souvenirs et anecdotes
- 2005 - Les dites cariatides bis
- 2006 - Quelques veuves de Noirmoutier
- 2008 - Les plages d'Agnès
- 2017 - Visages, Villages
- 2019 - Varda por Agnès